# Панде Гошев
Панде Гошев е български революционер, ресенски войвода на Вътрешната македонска революционна организация.

## Биография
Роден е в ресенското село Дупени, тогава в Османската империя. Влиза във ВМОРО и става четник в четата на Славейко Арсов. Участва в Илинденско-Преображенското въстание като войвода на четата от Сопотско, Ресенско. След въстанието е четник в четата на Даме Груев.
На 23 септември 1904 година е тежко ранен в сражение край село Слатино и по негова молба другарите му го убиват, за да не бъде заловен.